# Marie Kristýna Neapolsko-Sicilská (1806–1878)
Marie Kristýna Neapolsko-Sicilská (27. duben 1806, Palermo – 22. srpen 1878, Le Havre) byla španělská královna, čtvrtá manželka Ferdinanda VII. Byla dcerou Františka I. Neapolsko-Sicilského a Marie Izabely Španělské.

## Život

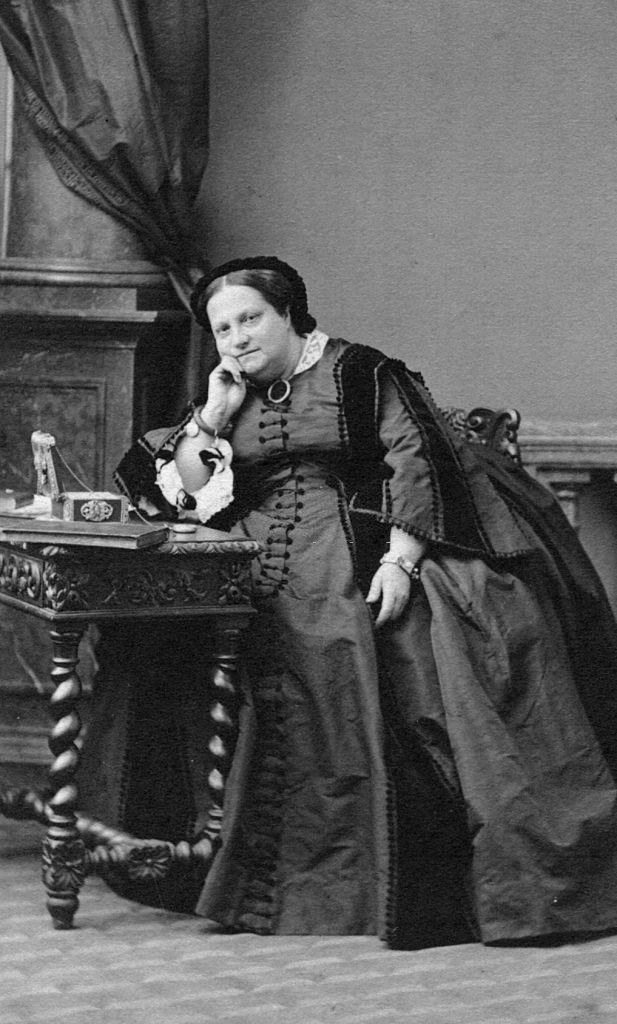
Marie Kristýna v pozdních letech života.

Dne 27. května 1829 zemřela Marie Josefa Amálie Saská, třetí manželka krále Ferdinanda VII. Španělského. Ferdinand VII., starý a nemocný, neměl mužského dědice, což vyvolalo následnický konflikt mezi infantkou Marií Františkou a infantem Karlem, a mezi infantkou Luisou Šarlotou a infantem Františkem de Paula. Ferdinand VII. oznámil svůj záměr se znovu oženit a svolal Radu Kastilie, která mu uložila, aby se oženil znovu. Na základě návrhu Luisy Šarloty, Ferdinand VII. povolal svou neteř Marii Kristýnu, která se mu zalíbila. Pár se vzal 12. prosince 1829 v bazilice Nuestra Señora de Atocha. Marie Kristýna mu rychle po sobě porodila dvě dcery – Isabelu a Luisu.
Ferdinand zemřel 29. září 1833 a Marie Kristýna se stala regentkou za svou dceru Isabelu. Isabelin nárok na trůn zpochybňoval její strýc Carlos, ale Marie Kristýně a jejím podporovatelům se však proti Carlosovi podařilo nárok Isabely v dlouhé válce uhájit.
Už 28. prosince 1833 se královna vdova tajně vdala za bývalého seržanta královské gardy Agustína Fernanda Muñoze (1808–1873). Porodila mu celkem sedm dětí. Kdyby Marie Kristýna svůj nový sňatek veřejně vyhlásila, přišla by o regentství. Na španělském dvoře byl však její vztah s Muñozem dobře známý. Nakonec se zprávy o jejím druhém manželství s nízko postaveným vojákem dostaly na veřejnost a královna vdova se stala velmi nepopulární. Její pozici podkopávaly i obavy, že ve skutečnosti nepodporuje své liberální ministry. V roce 1840 byla nucena vzdát se regentství, odešla s manželem ze Španělska a regentem země se stal generál Espartero.
V roce 1844 začala její dcera Isabela vládnout sama a ta nakonec druhé manželství své matky uznala a Muñozovi dala několik titulů. Isabela byla svržena z trůnu v roce 1868 a připojila se k matce ve Francii. Zažila i to, že na trůn se v roce 1874 dostal její vnuk Alfons XII. Španělský. Ten svou matku a babičku do Španělska pozval, ale nedovolil jim vrátit se trvale do země.
Marie Kristýna zemřela v roce 1878 a místem jejího posledního odpočinku je El Escorial.

## Tituly a oslovení
- 27. dubna 1806 – 11. prosince 1829: Její Královská Výsost princezna Marie Kristýna Ferdinanda di Borbone y Borbón, princezna obojí Sicílie
- 11. prosince 1829 – 29. září 1833: Její Veličenstvo královna Marie Kristýna Ferdinanda di Borbone y Borbón de Borbón, královna španělská a princezna obojí Sicílie
- 29. září 1833 – 28. prosince 1833: Její Veličenstvo královna Marie Kristýna Ferdinanda di Borbone y Borbón de Borbón, královna regentka španělská, královna vdova španělská, královna matka španělská a princezna obojí Sicílie
- 28. prosince 1833 – 17. října 1840: Její Veličenstvo královna Marie Kristýna Ferdinanda di Borbone y Borbón vid. Borbón de Muñoz, královna regentka španělská, vévodkyně z Riánsares, vévodkyně z Montmorot, markýza se San Agustin, královna vdova španělská, královna vdova španělská, princezna obojí Sicílie
- 17. října 1840 – 22. srpna 1849: Její Veličenstvo královna Marie Kristýna Ferdinanda di Borbone y Borbón vid. Borbón de Muñoz, vévodkyně z Riánsares, vévodkyně z Montmorot, markýza ze San Agustin, královna vdova španělská, královna matka španělská, princezna obojí Sicílie

## Vývod z předků
|                                   |                                     |  |                    |                                             |  |  |  |  |  |  |  | Filip V. Španělský |
|                                   |                                     |  |                    |                                             |  |  |  |  |  |  |  |                    |
|                                   | Karel III. Španělský                |  |                    |                                             |  |  |  |  |  |  |  |                    |
|                                   |                                     |  |                    |                                             |  |  |  |  |  |  |  |                    |
|                                   |                                     |  |                    | Alžběta Parmská                             |  |  |  |  |  |  |  |                    |
|                                   |                                     |  |                    |                                             |  |  |  |  |  |  |  |                    |
|                                   | Ferdinand I. Neapolsko-Sicilský     |  |                    |                                             |  |  |  |  |  |  |  |                    |
|                                   |                                     |  |                    |                                             |  |  |  |  |  |  |  |                    |
|                                   |                                     |  |                    | August III. Polský                          |  |  |  |  |  |  |  |                    |
|                                   |                                     |  |                    |                                             |  |  |  |  |  |  |  |                    |
|                                   | Marie Amálie Saská                  |  |                    |                                             |  |  |  |  |  |  |  |                    |
|                                   |                                     |  |                    |                                             |  |  |  |  |  |  |  |                    |
|                                   |                                     |  |                    | Marie Josefa Habsburská                     |  |  |  |  |  |  |  |                    |
|                                   |                                     |  |                    |                                             |  |  |  |  |  |  |  |                    |
|                                   | František I. Neapolsko-Sicilský     |  |                    |                                             |  |  |  |  |  |  |  |                    |
|                                   |                                     |  |                    |                                             |  |  |  |  |  |  |  |                    |
|                                   |                                     |  |                    | Leopold Josef Lotrinský                     |  |  |  |  |  |  |  |                    |
|                                   |                                     |  |                    |                                             |  |  |  |  |  |  |  |                    |
|                                   | František I. Štěpán Lotrinský       |  |                    |                                             |  |  |  |  |  |  |  |                    |
|                                   |                                     |  |                    |                                             |  |  |  |  |  |  |  |                    |
|                                   |                                     |  |                    | Alžběta Charlotta Orléanská                 |  |  |  |  |  |  |  |                    |
|                                   |                                     |  |                    |                                             |  |  |  |  |  |  |  |                    |
|                                   | Marie Karolína Habsbursko-Lotrinská |  |                    |                                             |  |  |  |  |  |  |  |                    |
|                                   |                                     |  |                    |                                             |  |  |  |  |  |  |  |                    |
|                                   |                                     |  |                    | Karel VI.                                   |  |  |  |  |  |  |  |                    |
|                                   |                                     |  |                    |                                             |  |  |  |  |  |  |  |                    |
|                                   | Marie Terezie                       |  |                    |                                             |  |  |  |  |  |  |  |                    |
|                                   |                                     |  |                    |                                             |  |  |  |  |  |  |  |                    |
|                                   |                                     |  |                    | Alžběta Kristýna Brunšvicko-Wolfenbüttelská |  |  |  |  |  |  |  |                    |
|                                   |                                     |  |                    |                                             |  |  |  |  |  |  |  |                    |
| Marie Kristýna Neapolsko-Sicilská |                                     |  |                    |                                             |  |  |  |  |  |  |  |                    |
|                                   |                                     |  |                    |                                             |  |  |  |  |  |  |  |                    |
|                                   |                                     |  | Filip V. Španělský |                                             |  |  |  |  |  |  |  |                    |
|                                   |                                     |  |                    |                                             |  |  |  |  |  |  |  |                    |
|                                   | Karel III. Španělský                |  |                    |                                             |  |  |  |  |  |  |  |                    |
|                                   |                                     |  |                    |                                             |  |  |  |  |  |  |  |                    |
|                                   |                                     |  |                    | Alžběta Parmská                             |  |  |  |  |  |  |  |                    |
|                                   |                                     |  |                    |                                             |  |  |  |  |  |  |  |                    |
|                                   | Karel IV. Španělský                 |  |                    |                                             |  |  |  |  |  |  |  |                    |
|                                   |                                     |  |                    |                                             |  |  |  |  |  |  |  |                    |
|                                   |                                     |  |                    | August III. Polský                          |  |  |  |  |  |  |  |                    |
|                                   |                                     |  |                    |                                             |  |  |  |  |  |  |  |                    |
|                                   | Marie Amálie Saská                  |  |                    |                                             |  |  |  |  |  |  |  |                    |
|                                   |                                     |  |                    |                                             |  |  |  |  |  |  |  |                    |
|                                   |                                     |  |                    | Marie Josefa Habsburská                     |  |  |  |  |  |  |  |                    |
|                                   |                                     |  |                    |                                             |  |  |  |  |  |  |  |                    |
|                                   | Marie Isabela Španělská             |  |                    |                                             |  |  |  |  |  |  |  |                    |
|                                   |                                     |  |                    |                                             |  |  |  |  |  |  |  |                    |
|                                   |                                     |  |                    | Filip V. Španělský                          |  |  |  |  |  |  |  |                    |
|                                   |                                     |  |                    |                                             |  |  |  |  |  |  |  |                    |
|                                   | Filip Parmský                       |  |                    |                                             |  |  |  |  |  |  |  |                    |
|                                   |                                     |  |                    |                                             |  |  |  |  |  |  |  |                    |
|                                   |                                     |  |                    | Alžběta Parmská                             |  |  |  |  |  |  |  |                    |
|                                   |                                     |  |                    |                                             |  |  |  |  |  |  |  |                    |
|                                   | Marie Luisa Parmská                 |  |                    |                                             |  |  |  |  |  |  |  |                    |
|                                   |                                     |  |                    |                                             |  |  |  |  |  |  |  |                    |
|                                   |                                     |  |                    | Ludvík XV.                                  |  |  |  |  |  |  |  |                    |
|                                   |                                     |  |                    |                                             |  |  |  |  |  |  |  |                    |
|                                   | Luisa Alžběta Francouzská           |  |                    |                                             |  |  |  |  |  |  |  |                    |
|                                   |                                     |  |                    |                                             |  |  |  |  |  |  |  |                    |
|                                   |                                     |  |                    | Marie Leszczyńská                           |  |  |  |  |  |  |  |                    |
|                                   |                                     |  |                    |                                             |  |  |  |  |  |  |  |                    |